# Aequatorium rimachianum
Aequatorium rimachianum là một loài thực vật có hoa thuộc họ Asteraceae.
Loài này chỉ có ở Peru.